# Sinorogomphus nasutus
Sinorogomphus nasutus là loài chuồn chuồn trong họ Chlorogomphidae. Loài này được Needham mô tả khoa học đầu tiên năm 1930.